# EP 2/Single Blip
EP 2/Single Blip, conosciuto anche solo come Single Blip è il secondo singolo dei VCMG estratto dall'album Ssss. È stato pubblicato il 27 febbraio 2012 dalla Mute Records.

## Tracce
Download digitale
Musiche di Vince Clarke, Martin L. Gore; edizioni musicali Grabbing Hands Music LTD.
1. Single Blip – 5:47
2. Single Blip (Matthew Jonson Remix) – 11:11
3. Single Blip (Terence Fixmer Remix) – 5:34
4. Single Blip (Byetone Remix) – 6:26
5. Single Blip (Wolfgang Voigt Auramix) – 5:12

LP
- Side 1

1. Single Blip – 5:47
2. Single Blip (Byetone Remix) – 6:26

- Side 2

1. Single Blip (Matthew Johnson Remix) – 11:11